# Jerzy Górski (aktor)
Jerzy Górski (ur. 6 października 1992 we Wrocławiu) – polski aktor.

## Życiorys
Miłośnik lalkarstwa. W 2016 roku ukończył studia w Akademii Sztuk Teatralnych im. Stanisława Wyspiańskiego w Krakowie (filia we Wrocławiu) na Wydziale Lalkarskim. Popularność przyniosła mu rola w serialu Lombard. Życie pod zastaw, gdzie gra obecnie Karola „Lolka” Stawickiego.

## Filmografia
- 2013: Pierwsza miłość (serial telewizyjny) – chłopak (odc. 1742)
- 2016: Na sygnale – narzeczony (odc. 111)
- 2017: Sprawiedliwi – Wydział Kryminalny – Kacper Stasiak (odc. 53–130)
- od 2017: Lombard. Życie pod zastaw – Karol „Lolek” Stawicki
- 2018: Pierwsza miłość (serial telewizyjny) – śpiewak (odc. 2606)
- 2018: Komisarz Alex – Michał, chłopak Ewy (odc. 139)
- 2019: Ślad – celebryta Michał Burzyński (odc. 74)
- 2019: Młynek (etiuda szkolna) – zjawa II
- 2022: Behawiorysta - glina Brajan (odc. 2-4)
- 2022: Lulu (serial telewizyjny) - Leon (odc. 9)
- 2023: Krejzi patrol - złodziej (odc. 34)